# Affonso Beato
Affonso Henriques Ferreira Beato (* 13. Juli 1941 in Rio de Janeiro, Brasilien) ist ein südamerikanischer Kameramann.

## Leben und Leistungen
Affonso Beato schloss ein Kunststudium als Bachelor ab. Seit dem Jahr 1966 drehte er über 50 Filme, darunter The Big Easy – Der große Leichtsinn, Ghost World, The Informant, Live Flesh – Mit Haut und Haar, Alles über meine Mutter, Schatten der Leidenschaft, Flight Girls, Dark Water – Dunkle Wasser, Die Queen, Die Liebe in den Zeiten der Cholera und Das Lächeln der Sterne.
Beim Goya Filmpreis wurde er im Jahr 2000 in der Kategorie Beste Kamera nominiert.
2017 wurde er in die Academy of Motion Picture Arts and Sciences (AMPAS) aufgenommen, die jährlich die Oscars vergibt.

## Filmografie (Auswahl)
- 1971: Supergirl – Das Mädchen von den Sternen
- 1987: The Big Easy – Der große Leichtsinn (The Big Easy)
- 1993: Schatten der Leidenschaft (The Wrong Man)
- 1994: Geheimnisse (Uncovered)
- 1995: Mein blühendes Geheimnis (La flor de mi secreto)
- 1996: Cinco Dias, Cinco Noites
- 1997: The Informant
- 1997: Live Flesh – Mit Haut und Haar (Carne trémula)
- 1999: Alles über meine Mutter (Todo sobre mi madre)
- 2001: Ghost World
- 2003: Flight Girls (View from the Top)
- 2003: Fighting Temptations (The Fighting Temptations)
- 2005: Dark Water – Dunkle Wasser (Dark Water)
- 2006: Die Queen (The Queen)
- 2007: Die Liebe in den Zeiten der Cholera (Love in the Time of Cholera)
- 2008: Das Lächeln der Sterne (Nights in Rodanthe)